# كارلوس ليما
كارلوس ليما (بالبرتغالية: Carlos Lima) (مواليد 20 سبتمبر 1983) هو لاعب كرة قدم من الرأس الأخضر في مركز وسط الملعب.

## روابط خارجية
- كارلوس ليما على موقع قاعدة بيانات كرة القدم.إي يو (الإنجليزية)
- كارلوس ليما على موقع ناشيونال فوتبول تيمز (الإنجليزية)
- كارلوس ليما على موقع Soccerway.com (الإنجليزية)
- كارلوس ليما على موقع كووورة